# Casa del Cabildo Eclesiástico
La Casa del Cabildo Eclesiástico o Casa Capitular es un edificio religioso de tres pisos situado en el costado oriental de la plaza de Bolívar de Bogotá, entre la Catedral Basílica Metropolitana de Bogotá y Primada de Colombia y la Capilla del Sagrario.

## Historia
La construcción del Cabildo Eclesiástico se inició en 1614 y fue mejorada  por orden de Julián de Cortázar, el sexto arzobispo de Bogotá, después de 1627.  Allí se instalaron la sala del Cabildo, el Archivo, el Juzgado de Diezmos y la cárcel para clérigos.
Durante la segunda mitad del siglo XX funcionó allí el anticuario de las hermanas Cancino. Tras la restauración de 1993, realizada por los arquitectos José Leopoldo Cerón y Rafael Gutiérrez, el edificio volvió a desempeñar funciones religiosas.